# Subkommission
Eine Subkommission ist ein Gremium der Politik oder der Wissenschaft, das sich mit wichtigen Teilaspekten einer größeren Themengruppe befasst.
Wenn die Thematik einer Kommission zu umfangreich wird – oder sich bei den Beratungen in Detailfragen Probleme ergeben – wird häufig eine spezielle Unterkommission mit der intensiveren Beratung betraut. Sie kann
- von der übergeordneten Ebene bevollmächtigt sein
- oder hat dieser ihre Ergebnisse zur Entscheidung vorzulegen.
- Sie ergänzt den Kreis ihrer Mitglieder meist durch Experten, die der ursprünglichen Kommission nicht angehören.

In den internationalen wissenschaftlichen Verbänden wie der ICSU, der IUGG und anderen, gibt es auch zahlreiche Subkommissionen, die ein größeres Fachgebiet unabhängig von aktuellen Problemkreisen betreuen. Sie dienen zusätzlich dem öffentlich zu fördernden Kontakt zwischen den Wissenschaftlern und bereiten oft auch fachbezogene Tagungen vor.
Siehe auch: Studiengruppe